# اتحاد أوقيانوسيا لكرة القدم
اتحاد أوقيانوسيا لكرة القدم (OFC)، هو الجهة الراعية لكرة القدم في دول قارة أوقيانوسيا، وهو أحد الأعضاء الستة في الفيفا.

## الدول الأعضاء

### الأعضاء الحاليين
ويتألف اتحاد أوقيانوسيا من 11 عضوا كامل العضوية و 3 أعضاء منتسبين.
1. عضو مشارك في اتحاد أوقيانوسيا لكرة القدم، ولكن ليس عضوا في فيفا.
2 - إقليم مستقل عن الولايات المتحدة.
3. دولة حرة مرتبطة مع نيوزلندا.
4. إقليم تابع لفرنسا.

### أعضاء سابقون
- أستراليا (1966–1972، 1978–2006)[3]
- تايبيه الصينية (1967–1989)
- جزر ماريانا الشمالية (1998-2009)

على الرغم من أن إسرائيل لعبت في بعض مسابقات أوقيانوسيا من السبعينات إلى الثمانينات لكنها لم تكن عضوا أبداً.

### غير أعضاء
العديد من الدول ذات السيادة أو التبعية في أوقيانوسيا لديها فرق وطنية مع عدم الانتماء. تلعب نادرا وقد تكون غير نشطة لعدة سنوات. مثل:
- ولايات ميكرونيسيا المتحدة
- بالاو
- ناورو
- واليس وفوتونا
- جزر مارشال
- توكيلاو
- جزيرة نورفولك
- جزر بيتكيرن

الدول ذات السيادية والتبعيات مع الأراضي في أوقيانوسيا ولكن أعضاء في الاتحادات الأخرى:
الاتحاد الآسيوي لكرة القدم
- أستراليا
- غوام
- جزر ماريانا الشمالية

كونكاكاف
- هاواي (تابعة للولايات المتحدة)

كونميبول
- جزيرة القيامة (تابعة لتشيلي)

### الأبطال الحاليين
| المسابقات                                   | البطل          | اللقب          | الوصيف              | البطولة التالية |
| بطولات الأندية                              | بطولات الأندية | بطولات الأندية | بطولات الأندية      | بطولات الأندية  |
| ------------------------------------------- | -------------- | -------------- | ------------------- | --------------- |
| دوري أبطال أوقيانوسيا                       | أوكلاند سيتي   | العاشر         | فينوس               | 2022            |
| بطولات الرجال                               |                |                |                     |                 |
| كأس أوقيانوسيا للأمم                        | نيوزيلندا      | الخامس         | بابوا غينيا الجديدة | 2020            |
| كأس أوقيانوسيا للأمم تحت 20 سنة             | نيوزيلندا      | السادس         | فانواتو             | 2018            |
| كأس أوقيانوسيا للأمم تحت 17 سنة             | نيوزيلندا      | السادس         | كاليدونيا الجديدة   | 2019            |
| دورة تصفيات كأس أوقيانوسيا الأولمبية للرجال | فيجي           | الأول          | فانواتو             | 2019            |
| كأس أوقيانوسيا لكرة الصالات                 | جزر سليمان     | الخامس         | نيوزيلندا           | 2017            |
| كأس أوقيانوسيا لكرة الصالات للشباب          |                |                |                     | 2017            |
| كأس أوقيانوسيا لكرة القدم الشاطئية          | جزر سليمان     | الرابع         | كاليدونيا الجديدة   | 2019            |
| بطولات النساء                               |                |                |                     |                 |
| كأس أوقيانوسيا للأمم للنساء                 | نيوزيلندا      | الخامس         | بابوا غينيا الجديدة | 2018            |
| كأس أوقيانوسيا للأمم تحت 20 سنة للنساء      | نيوزيلندا      | السادس         | فيجي                | 2019            |
| كأس أوقيانوسيا للأمم تحت 17 سنة للنساء      | نيوزيلندا      | الرابع         | كاليدونيا الجديدة   | 2019            |
| دورة تصفيات كأس أوقيانوسيا الأولمبية للنساء | نيوزيلندا      | الثالث         | بابوا غينيا الجديدة | 2020            |

| النادي: - دوري أبطال أوقيانوسيا - كأس الرئيس أوقيانوسيا - كأس السوبر الميلانيزي | الفرق الوطنية: - كأس أوقيانوسيا للأمم - كأس أوقيانوسيا للأمم تحت 20 سنة - كأس أوقيانوسيا للأمم تحت 17 سنة - كأس أوقيانوسيا للأمم للنساء - كأس أوقيانوسيا للأمم تحت 20 سنة للنساء - كأس أوقيانوسيا للأمم تحت 17 سنة للنساء - دورة تصفيات كأس أوقيانوسيا الأولمبية للرجال - دورة تصفيات كأس أوقيانوسيا الأولمبية للنسا - كأس أوقيانوسيا لكرة الصالات - كأس أوقيانوسيا لكرة القدم الشاطئية اندثرت - كأس وانتوك |

## تصفيات كأس العالم

### سجل فرق كبار أوقيانوسيا
| كأس العالم لكرة القدم | كأس العالم لكرة القدم           | كأس العالم لكرة القدم           | كأس العالم لكرة القدم           | كأس العالم لكرة القدم           | كأس العالم لكرة القدم           | كأس العالم لكرة القدم           | كأس العالم لكرة القدم           | كأس العالم لكرة القدم           | كأس العالم لكرة القدم           | كأس العالم لكرة القدم                              |
| العام                 | المتأهل                         | الجولة                          | المركز                          | لعب                             | فوز                             | تعادل*                          | خسارة                           | هـ.ل                            | هـ.ع                            | الشكل                                              |
| --------------------- | ------------------------------- | ------------------------------- | ------------------------------- | ------------------------------- | ------------------------------- | ------------------------------- | ------------------------------- | ------------------------------- | ------------------------------- | -------------------------------------------------- |
| 1930                  | لم يشارك أي فريق من أوقيانوسيا. | لم يشارك أي فريق من أوقيانوسيا. | لم يشارك أي فريق من أوقيانوسيا. | لم يشارك أي فريق من أوقيانوسيا. | لم يشارك أي فريق من أوقيانوسيا. | لم يشارك أي فريق من أوقيانوسيا. | لم يشارك أي فريق من أوقيانوسيا. | لم يشارك أي فريق من أوقيانوسيا. | لم يشارك أي فريق من أوقيانوسيا. | لم يشارك أي فريق من أوقيانوسيا.                    |
| 1934                  | لم يشارك أي فريق من أوقيانوسيا. | لم يشارك أي فريق من أوقيانوسيا. | لم يشارك أي فريق من أوقيانوسيا. | لم يشارك أي فريق من أوقيانوسيا. | لم يشارك أي فريق من أوقيانوسيا. | لم يشارك أي فريق من أوقيانوسيا. | لم يشارك أي فريق من أوقيانوسيا. | لم يشارك أي فريق من أوقيانوسيا. | لم يشارك أي فريق من أوقيانوسيا. | لم يشارك أي فريق من أوقيانوسيا.                    |
| 1938                  | لم يشارك أي فريق من أوقيانوسيا. | لم يشارك أي فريق من أوقيانوسيا. | لم يشارك أي فريق من أوقيانوسيا. | لم يشارك أي فريق من أوقيانوسيا. | لم يشارك أي فريق من أوقيانوسيا. | لم يشارك أي فريق من أوقيانوسيا. | لم يشارك أي فريق من أوقيانوسيا. | لم يشارك أي فريق من أوقيانوسيا. | لم يشارك أي فريق من أوقيانوسيا. | لم يشارك أي فريق من أوقيانوسيا.                    |
| 1950                  | لم يشارك أي فريق من أوقيانوسيا. | لم يشارك أي فريق من أوقيانوسيا. | لم يشارك أي فريق من أوقيانوسيا. | لم يشارك أي فريق من أوقيانوسيا. | لم يشارك أي فريق من أوقيانوسيا. | لم يشارك أي فريق من أوقيانوسيا. | لم يشارك أي فريق من أوقيانوسيا. | لم يشارك أي فريق من أوقيانوسيا. | لم يشارك أي فريق من أوقيانوسيا. | لم يشارك أي فريق من أوقيانوسيا.                    |
| 1954                  | لم يشارك أي فريق من أوقيانوسيا. | لم يشارك أي فريق من أوقيانوسيا. | لم يشارك أي فريق من أوقيانوسيا. | لم يشارك أي فريق من أوقيانوسيا. | لم يشارك أي فريق من أوقيانوسيا. | لم يشارك أي فريق من أوقيانوسيا. | لم يشارك أي فريق من أوقيانوسيا. | لم يشارك أي فريق من أوقيانوسيا. | لم يشارك أي فريق من أوقيانوسيا. | لم يشارك أي فريق من أوقيانوسيا.                    |
| 1958                  | لم يشارك أي فريق من أوقيانوسيا. | لم يشارك أي فريق من أوقيانوسيا. | لم يشارك أي فريق من أوقيانوسيا. | لم يشارك أي فريق من أوقيانوسيا. | لم يشارك أي فريق من أوقيانوسيا. | لم يشارك أي فريق من أوقيانوسيا. | لم يشارك أي فريق من أوقيانوسيا. | لم يشارك أي فريق من أوقيانوسيا. | لم يشارك أي فريق من أوقيانوسيا. | لم يشارك أي فريق من أوقيانوسيا.                    |
| 1962                  | لم يشارك أي فريق من أوقيانوسيا. | لم يشارك أي فريق من أوقيانوسيا. | لم يشارك أي فريق من أوقيانوسيا. | لم يشارك أي فريق من أوقيانوسيا. | لم يشارك أي فريق من أوقيانوسيا. | لم يشارك أي فريق من أوقيانوسيا. | لم يشارك أي فريق من أوقيانوسيا. | لم يشارك أي فريق من أوقيانوسيا. | لم يشارك أي فريق من أوقيانوسيا. | لم يشارك أي فريق من أوقيانوسيا.                    |
| 1966                  | لم يتأهل أي فريق                | لم يتأهل أي فريق                | لم يتأهل أي فريق                | لم يتأهل أي فريق                | لم يتأهل أي فريق                | لم يتأهل أي فريق                | لم يتأهل أي فريق                | لم يتأهل أي فريق                | لم يتأهل أي فريق                | دخلت في أفريقيا وآسيا.                             |
| 1970                  | لم يتأهل أي فريق                | لم يتأهل أي فريق                | لم يتأهل أي فريق                | لم يتأهل أي فريق                | لم يتأهل أي فريق                | لم يتأهل أي فريق                | لم يتأهل أي فريق                | لم يتأهل أي فريق                | لم يتأهل أي فريق                | دخلت في آسيا.                                      |
| 1974                  | أستراليا                        | مرحلة المجموعات                 | الرابع عشر                      | 3                               | 0                               | 1                               | 2                               | 0                               | 5                               | دخلت في آسيا.                                      |
| 1978                  | لم يتأهل أي فريق                | لم يتأهل أي فريق                | لم يتأهل أي فريق                | لم يتأهل أي فريق                | لم يتأهل أي فريق                | لم يتأهل أي فريق                | لم يتأهل أي فريق                | لم يتأهل أي فريق                | لم يتأهل أي فريق                | دخلت في آسيا.                                      |
| 1982                  | نيوزيلندا                       | مرحلة المجموعات                 | الثالث والعشرون                 | 3                               | 0                               | 0                               | 3                               | 2                               | 12                              | دخلت في آسيا.                                      |
| 1986                  | لم يتأهل أي فريق                | لم يتأهل أي فريق                | لم يتأهل أي فريق                | لم يتأهل أي فريق                | لم يتأهل أي فريق                | لم يتأهل أي فريق                | لم يتأهل أي فريق                | لم يتأهل أي فريق                | لم يتأهل أي فريق                | الكل ضد الكل. مباراة فاصلة.                        |
| 1990                  | لم يتأهل أي فريق                | لم يتأهل أي فريق                | لم يتأهل أي فريق                | لم يتأهل أي فريق                | لم يتأهل أي فريق                | لم يتأهل أي فريق                | لم يتأهل أي فريق                | لم يتأهل أي فريق                | لم يتأهل أي فريق                | الجولة الأولى الجولة الثانية مباراة فاصلة.         |
| 1994                  | لم يتأهل أي فريق                | لم يتأهل أي فريق                | لم يتأهل أي فريق                | لم يتأهل أي فريق                | لم يتأهل أي فريق                | لم يتأهل أي فريق                | لم يتأهل أي فريق                | لم يتأهل أي فريق                | لم يتأهل أي فريق                | المباراة الفاصلة الأولى والمباراة الفاصلة الثانية. |
| 1998                  | لم يتأهل أي فريق                | لم يتأهل أي فريق                | لم يتأهل أي فريق                | لم يتأهل أي فريق                | لم يتأهل أي فريق                | لم يتأهل أي فريق                | لم يتأهل أي فريق                | لم يتأهل أي فريق                | لم يتأهل أي فريق                | مباراة فاصلة.                                      |
| 2002                  | لم يتأهل أي فريق                | لم يتأهل أي فريق                | لم يتأهل أي فريق                | لم يتأهل أي فريق                | لم يتأهل أي فريق                | لم يتأهل أي فريق                | لم يتأهل أي فريق                | لم يتأهل أي فريق                | لم يتأهل أي فريق                | مباراة فاصلة.                                      |
| 2006                  | أستراليا                        | ثمن النهائي                     | السادس عشر                      | 4                               | 1                               | 1                               | 2                               | 5                               | 6                               | مباراة فاصلة.                                      |
| 2010                  | نيوزيلندا                       | مرحلة المجموعات                 | الثاني والعشرون                 | 3                               | 0                               | 3                               | 0                               | 2                               | 2                               | مباراة فاصلة.                                      |
| 2014                  | لم يتأهل أي فريق من أوقيانوسيا  | لم يتأهل أي فريق من أوقيانوسيا  | لم يتأهل أي فريق من أوقيانوسيا  | لم يتأهل أي فريق من أوقيانوسيا  | لم يتأهل أي فريق من أوقيانوسيا  | لم يتأهل أي فريق من أوقيانوسيا  | لم يتأهل أي فريق من أوقيانوسيا  | لم يتأهل أي فريق من أوقيانوسيا  | لم يتأهل أي فريق من أوقيانوسيا  | مباراة فاصلة.                                      |
| 2018                  | لم يتأهل أي فريق من أوقيانوسيا  | لم يتأهل أي فريق من أوقيانوسيا  | لم يتأهل أي فريق من أوقيانوسيا  | لم يتأهل أي فريق من أوقيانوسيا  | لم يتأهل أي فريق من أوقيانوسيا  | لم يتأهل أي فريق من أوقيانوسيا  | لم يتأهل أي فريق من أوقيانوسيا  | لم يتأهل أي فريق من أوقيانوسيا  | لم يتأهل أي فريق من أوقيانوسيا  | مباراة فاصلة.                                      |
| 2022                  | لم يتأهل أي فريق من أوقيانوسيا  | لم يتأهل أي فريق من أوقيانوسيا  | لم يتأهل أي فريق من أوقيانوسيا  | لم يتأهل أي فريق من أوقيانوسيا  | لم يتأهل أي فريق من أوقيانوسيا  | لم يتأهل أي فريق من أوقيانوسيا  | لم يتأهل أي فريق من أوقيانوسيا  | لم يتأهل أي فريق من أوقيانوسيا  | لم يتأهل أي فريق من أوقيانوسيا  | مباراة فاصلة.                                      |
| 2026                  | يعلن لاحقا                      | يعلن لاحقا                      | يعلن لاحقا                      | يعلن لاحقا                      | يعلن لاحقا                      | يعلن لاحقا                      | يعلن لاحقا                      | يعلن لاحقا                      | يعلن لاحقا                      | تصفيات كأس العالم 2026                             |
| المجموع               | 4/20                            | الأ: ثمن النهائي                |                                 | 13                              | 1                               | 5                               | 7                               | 9                               | 25                              |                                                    |

1. ↑  تأهلت أستراليا من خلال تصفيات أوقيانوسيا المؤهلة لكأس العالم 2006، ولكن اتحاد أستراليا لكرة القدم غادر رسميا أوقيانوسيا وانضم إلى الاتحاد الآسيوي لكرة القدم في 1 يناير 2006.

### سجل مباريات أوقيانوسيا الفاصلة
1970 آسيا–أوقيانوسيا الجولة الأخيرة
| الفريق الأول | إجم. | الفريق الثاني | مباراة الذهاب | مباراة الإياب |
| ------------ | ---- | ------------- | ------------- | ------------- |
| إسرائيل      | 2–1  | أستراليا      | 1–0           | 1–1           |

1974 آسيا–أفريقيا الجولة الأولى
| الفريق الأول | إجم.  | الفريق الثاني  | مباراة الذهاب | مباراة الإياب |
| ------------ | ----- | -------------- | ------------- | ------------- |
| أستراليا     | 2–2 1 | كوريا الجنوبية | 0–0           | 2–2           |

1 وفازت أستراليا على كوريا الجنوبية 1-0 في المباراة الفاصلة للتأهل لكأس العالم.
1986 أوروبا–أوقيانوسيا المباراة الفاصلة
| الفريق الأول | إجم. | الفريق الثاني | مباراة الذهاب | مباراة الإياب |
| ------------ | ---- | ------------- | ------------- | ------------- |
| إسكتلندا     | 2–0  | أستراليا      | 2–0           | 0–0           |

1990 كونميبول–أوقيانوسيا المباراة الفاصلة
| الفريق الأول | إجم. | الفريق الثاني | مباراة الذهاب | مباراة الإياب |
| ------------ | ---- | ------------- | ------------- | ------------- |
| كولومبيا     | 1–0  | إسرائيل       | 1–0           | 0–0           |

لعبت إسرائيل في منطقة أوقيانوسيا لأسباب سياسية.
1994 كونكاكاف–أوقيانوسيا المباراة الفاصلة
| الفريق الأول | إجم.      | الفريق الثاني | مباراة الذهاب | مباراة الإياب |
| ------------ | --------- | ------------- | ------------- | ------------- |
| كندا         | 3–3 (ر.ج) | أستراليا      | 2–1           | 1–2           |

1994 كونميبول–أوقيانوسيا المباراة الفاصلة
| الفريق الأول | إجم. | الفريق الثاني | مباراة الذهاب | مباراة الإياب |
| ------------ | ---- | ------------- | ------------- | ------------- |
| أستراليا     | 1–2  | الأرجنتين     | 1–1           | 0–1           |

1998 آسيا–أوقيانوسيا المباراة الفاصلة
| الفريق الأول | إجم.    | الفريق الثاني | مباراة الذهاب | مباراة الإياب |
| ------------ | ------- | ------------- | ------------- | ------------- |
| إيران        | 3–3 (خ) | أستراليا      | 1–1           | 2–2           |

2002 كونميبول–أوقيانوسيا المباراة الفاصلة
| الفريق الأول | إجم. | الفريق الثاني | مباراة الذهاب | مباراة الإياب |
| ------------ | ---- | ------------- | ------------- | ------------- |
| أستراليا     | 1–3  | الأوروغواي    | 1–0           | 0–3           |

2006 كونميبول– أوقيانوسيا المباراة الفاصلة
| الفريق الأول | إجم.      | الفريق الثاني | مباراة الذهاب | مباراة الإياب |
| ------------ | --------- | ------------- | ------------- | ------------- |
| الأوروغواي   | 1–1 (ر.ج) | أستراليا      | 1–0           | 0–1           |

2010 آسيا–أوقيانوسيا المباراة الفاصلة
| الفريق الأول | إجم. | الفريق الثاني | مباراة الذهاب | مباراة الإياب |
| ------------ | ---- | ------------- | ------------- | ------------- |
| البحرين      | 0–1  | نيوزيلندا     | 0–0           | 0–1           |

2014 كونميبول–أوقيانوسيا المباراة الفاصلة
| الفريق الأول | إجم. | الفريق الثاني | مباراة الذهاب | مباراة الإياب |
| ------------ | ---- | ------------- | ------------- | ------------- |
| المكسيك      | 9–3  | نيوزيلندا     | 5–1           | 4–2           |

## كأس العالم تحت 20 سنة
- انظر أيضا: كأس أوقيانوسيا للأمم تحت 20 سنة

## كأس العالم تحت 17 سنة
- انظر أيضا: كأس أوقيانوسيا للأمم تحت 17 سنة

## نهائيات كأس العالم للنساء
لم تعد أستراليا عضوا في اتحاد أوقيانوسيا منذ عام 2006، عندما انضمت إلى الاتحاد الآسيوي
| الفريق    | 1991 | 1995 | 1999 | 2003 | 2007 | 2011 | 2015 | المجموع |
| --------- | ---- | ---- | ---- | ---- | ---- | ---- | ---- | ------- |
| أستراليا  |      | GS   | GS   | GS   |      |      |      | 3       |
| نيوزيلندا | GS   |      |      |      | GS   | GS   | GS   | 4       |

## كأس القارات
المفاتيح:
- البطل – البطل
- الثاني – الوصيف
- الثالث – المركز الثالث
- الرابع – المركز الرابع
- م.م – مرحلة المجموعات
- ت — تأهل للبطولة القادمة
- ب.ج — تأهل؛ البطولة جاريه الآن
- ••  — تأهل ولكن أنسحب
- •  — لم يشارك
- ×  — لم يشارك / انسحب من كأس أوقيانوسيا للأمم / موقوف
- — مضيف

| الفريق    | 1992 | 1995 | 1997   | 1999 | 2001   | 2003 | 2005 | 2009 | 2013 | 2017 | 2021 | المجموع |
| --------- | ---- | ---- | ------ | ---- | ------ | ---- | ---- | ---- | ---- | ---- | ---- | ------- |
| أستراليا  | ×    | ×    | الثاني | •    | الثالث | •    | م.م  |      |      |      |      | 3       |
| نيوزيلندا | •    | •    | •      | م.م  | •      | م.م  | •    | م.م  | •    | م.م  |      | 4       |
| تاهيتي    | •    | •    | •      | •    | •      | •    | •    | •    | م.م  | •    |      | 1       |
| المجموع   | 0    | 0    | 1      | 1    | 1      | 1    | 1    | 1    | 1    | 1    |      | 8       |

## كأس العالم لكرة الصالات
المفاتيح:
- البطل – البطل
- الثاني – الوصيف
- الثالث – المركز الثالث
- الرابع – المركز الرابع
- د8 — ربع النهائي
- د2 — الجولة الثانية (1989-2008، المرحلة الثانية، أعلى 8؛ 2012 حتى الآن: جولة خروج المغلوب من 16)
- د1 — الجولة الأولى
- ت — تأهل للبطولة الثانية
- — مضيف

| الدولة     | 1989 | 1992 | 1996 | 2000 | 2004 | 2008 | 2012 | 2016 | الأعوام |
| ---------- | ---- | ---- | ---- | ---- | ---- | ---- | ---- | ---- | ------- |
| أستراليا   | د1   | د1   | د1   | د1   | د1   |      |      |      | 5       |
| جزر سليمان |      |      |      |      |      | د1   | د1   | ت    | 3       |
| الدول      | 1    | 1    | 1    | 1    | 1    | 1    | 1    | 1    |         |

## كأس العالم لكرة القدم الشاطئية
المفاتيح:
- البطل – البطل
- الثاني – الوصيف
- الثالث – المركز الثالث
- الرابع – المركز الرابع
- د8 — الدور ربع النهائي (1999-2001، 2004 حتى الآن)
- د1 — الجولة الأولى
- ت — تأهل للبطولة الثانية
- ••  — تأهل ولكن أنسحب
- •  — لم يشارك
- — المستضيف

| الدولة     | 1995 | 1996 | 1997 | 1998 | 1999 | 2000 | 2001 | 2002 | 2003 | 2004 | 2005      | 2006          | 2007          | 2008          | 2009          | 2011          | 2013          | 2015   | 2017   | الأعوام |
| ---------- | ---- | ---- | ---- | ---- | ---- | ---- | ---- | ---- | ---- | ---- | --------- | ------------- | ------------- | ------------- | ------------- | ------------- | ------------- | ------ | ------ | ------- |
| أستراليا   | •    | •    | •    | •    | •    | •    | •    | •    | •    | •    | د1 التاسع |               |               |               |               |               |               |        |        | 1       |
| جزر سليمان | •    | •    | •    | •    | •    | •    | •    | •    | •    | •    | •         | د1 الثاني عشر | د1 السادس عشر | د1 الثاني عشر | د1 الثالث عشر | •             | د1 الحادي عشر | •      |        | 5       |
| تاهيتي     | •    | •    | •    | •    | •    | •    | •    | •    | •    | •    | •         | •             | •             | •             | •             | د1 الثاني عشر | الرابع        | الثاني | الثاني | 4       |
| الدول      | 0    | 0    | 0    | 0    | 0    | 0    | 0    | 0    | 0    | 0    | 1         | 1             | 1             | 1             | 1             | 1             | 2             | 1      | 1      |         |

## ترتيب الفرق الوطنية
- آخر التحديثات:
  - الفرق الوطنية للرجال – 14 يوليو 2016 –[4]
  - الفرق الوطنية النسائية – 24 يونيو 2016 –[5]

| أهم المنتخبات الوطنية للرجال يتم حساب الترتيب من قبل الفيفا. | أهم المنتخبات الوطنية للرجال يتم حساب الترتيب من قبل الفيفا. | أهم المنتخبات الوطنية للرجال يتم حساب الترتيب من قبل الفيفا. | أهم المنتخبات الوطنية للرجال يتم حساب الترتيب من قبل الفيفا. | — | أهم المنتخبات الوطنية للنساء يتم حساب الترتيب من قبل الفيفا. | أهم المنتخبات الوطنية للنساء يتم حساب الترتيب من قبل الفيفا. | أهم المنتخبات الوطنية للنساء يتم حساب الترتيب من قبل الفيفا. | أهم المنتخبات الوطنية للنساء يتم حساب الترتيب من قبل الفيفا. |
| ------------------------------------------------------------ | ------------------------------------------------------------ | ------------------------------------------------------------ | ------------------------------------------------------------ | - | ------------------------------------------------------------ | ------------------------------------------------------------ | ------------------------------------------------------------ | ------------------------------------------------------------ |
| OFC                                                          | الفيفا                                                       | المنتحب                                                      | النقاط                                                       |   | OFC                                                          | الفيفا                                                       | المنتخب                                                      | النقاط                                                       |
| 1                                                            | 93                                                           | نيوزيلندا                                                    | 366                                                          |   | 1                                                            | 17                                                           | نيوزيلندا                                                    | 1848                                                         |
| 2                                                            | 161                                                          | كاليدونيا الجديدة                                            | 162                                                          |   | 2                                                            | 48                                                           | بابوا غينيا الجديدة                                          | 1473                                                         |
| 3                                                            | 164                                                          | بابوا غينيا الجديدة                                          | 152                                                          |   | 3                                                            | 76                                                           | فيجي                                                         | 1292                                                         |
| 4                                                            | 168                                                          | ساموا الأمريكية                                              | 128                                                          |   | 4                                                            | 86                                                           | تونغا                                                        | 1258                                                         |
| 5                                                            | 168                                                          | جزر كوك                                                      | 128                                                          |   | 5                                                            | 87                                                           | كاليدونيا الجديدة                                            | 1252                                                         |
| 6                                                            | 175                                                          | تاهيتي                                                       | 114                                                          |   | 6                                                            | 98                                                           | جزر كوك                                                      | 1185                                                         |
| 7                                                            | 178                                                          | ساموا                                                        | 106                                                          |   | 7                                                            | 105                                                          | جزر سليمان                                                   | 1144                                                         |
| 8                                                            | 179                                                          | فانواتو                                                      | 103                                                          |   | 8                                                            | 107                                                          | ساموا                                                        | 1138                                                         |
| 9                                                            | 181                                                          | جزر سليمان                                                   | 92                                                           |   | 9                                                            | 148**                                                        | تاهيتي                                                       | 1238                                                         |
| 10                                                           | 187                                                          | فيجي                                                         | 82                                                           |   | 9                                                            | 148**                                                        | فانواتو                                                      | 1139                                                         |
| 11                                                           | 205                                                          | تونغا                                                        | 0                                                            |   | 9                                                            | 148**                                                        | ساموا الأمريكية                                              | 1075                                                         |

- * – مدرجة مؤقتا بسبب عدم لعب أكثر من خمس مباريات ضد الفرق المرتبة رسميا.
- ** – غير النشطة منذ أكثر من 18 شهرا، لم يتم ترتيبها.

## وصلات خارجية
- (بالإنجليزية) الموقع الرسمي
- اتحاد أوقيانوسيا لكرة القدم، Soccerlens.com.